# Guerra de Tigre
La Guerra de Tigre (tigrinya: ውግእ ትግራይ) és un conflicte armat que va començar el 4 de novembre de 2020 a Tigre, una regió que forma part d'Etiòpia, i va acabar amb les converses de pau a Sud-àfrica el 3 de novembre de 2022.

## Antecedents
La guerra esclatà quan el president etíop Abiy Ahmed va llançar una ofensiva militar de l'exèrcit etíop (ENDF) amb el suport de la policia tant federal com regional, les forces de gendarmeria de les veïnes regions de Amhara i Àfar i també de l'exèrcit d'Eritrea, país limítrof amb Tigre contra les forces del Front Popular d'Alliberament de Tigre (FPAT) que governen la regió, juntament amb els soldats desertors de l'ENDF i de voluntaris civils.
En 2019, per a allunyar al país del federalisme ètnic i la política nacionalista ètnica, el primer ministre Abiy Ahmed va fusionar els partits constituents ètnics i regionals de la coalició del Front Democràtic Revolucionari Popular Etíop (FDRPE) i diversos partits de l'oposició en el seu nou Partit de la Prosperitat. El Front Popular d'Alliberament de Tigre (TPLF), entitat políticament poderosa que havia dominat la política etíop durant vint-i-set anys com a règim repressiu a través d'un sistema de partit dominant, es va negar a unir-se al nou partit. El TPLF va al·legar llavors que Abiy Ahmed s'havia convertit en un governant il·legítim perquè les eleccions generals previstes per al 29 d'agost de 2020 es van posposar a 2021 en motiu de la pandèmia de COVID-19 en curs. El TPLF, dirigit pel seu president Debretsion Gebremichael, va persistir en les eleccions regionals a Tigre el setembre de 2020, desafiant al govern federal, que llavors va declarar il·legals les eleccions a Tigre.

## Esclat del conflicte bèl·lic
Després d'una llarga acumulació de forces eritrees i amhares a les fronteres de Tigre, els combats reals entre el TPLF i l'aliança Etiòpia-Eritrea-Amhara van començar amb els atacs del 4 de novembre contra les bases del Comandament Nord i la caserna general de l'ENDF a la regió de Tigre per part de les forces de seguretat alineades amb el TPLF i amb els contraatacs de l'ENDF a la regió de Tigre el mateix dia, que les autoritats federals van qualificar d'acció policial. Les forces federals van capturar Mekele, la capital de la regió de Tigre, el 28 de novembre, després de la qual cosa el primer ministre Abiy va donar per «acabada» l'operació a Tigre. No obstant això, el TPLF ja va declarar a finals de novembre que continuaria lluitant fins que els «invasors» marxessin de la regió.
Després de mesos de lluita, la guerra va fer un tomb radical el 28 de juny de 2021 quan els tigrinyes van recuperar la seva capital, Mekele, i a l'agost, l'Exèrcit d'Alliberament Oromo va anunciar una aliança militar amb el TPLF després que ja s'hagués aconseguit un acord similar entre els tigrinyes i algunes milícies rebels d’Araf i el govern federal va declarar un alto el foc.
L'11 d'agost, les FDT i l'Exèrcit d'Alliberament d'Oromo (ONA) van anunciar una aliança per a enderrocar al govern d'Abiy Ahmed i van dir que també estaven en converses amb altres grups rebels per a establir una "gran coalició". Davant l'avanç de les FDT en Amhara, diverses ciutats de la regió van començar a aplicar el toc de queda.
La nova ofensiva va posar fi a l'alto el foc unilateral declarat pel govern federal al juny. L'ofensiva va agreujar encara més el temor a la fam que s'està desenvolupant a la regió Tigre, on el bloqueig del govern federal continua impedint l'arribada de la major part de l'ajuda. Mentrestant, la continuació de la guerra va fer que els líders regionals, entre ells el president kenyà Kenyatta, expressessin la seva preocupació i instessin la pau, mentre que el secretari d'Estat estatunidenc Blinken es reunia amb l'enviat de la UA a Etiòpia, l'expresident nigerià Olusegun Obasanjo, per a parlar de la crisi.
No obstant això, l’ofensiva governamental va fracassar i els rebels van continuar avançant, capturant la ciutat estràtegica Dessie després d'una intensa batalla i, conjuntament amb els seus nous aliats oromos, van capturar la ciutat propera Kombolcha. Tanmateix, una contraofensiva governamental durant el novembre i desembre aconseguí recapturar una gran quantitat de ciutats i pobles, incloent-hi Dessie, Kombolcha i Lallibela.

## Desenllaç i acord de pau
Després d'aquests successos les forces tigrinyes es van retirar totalment fins a la regió de Tigre, i el març de 2022 es va acordar un alto el foc indefinit amb el Govern Etíop. Finalment, el 2 de novembre de 2022, després d'unes negociacions a Sud-àfrica iniciades el 25 d'octubre, amb l'expresident nigerià Olusegun Obasanjo com a mediador, les parts van assolir un acord de pau estable.

## Possibles crims de guerra
Tots els bàndols (però sobretot l'ENDF i l'exèrcit eritreu) van cometre crims de guerra durant el conflicte, que a més van impedir l'arribada d'assistència humanitària. Execucions extrajudicials, violència sexual contra dones i infants, desplaçaments forçats o l'assassinat de tres cooperants de Metges sense Fronteres, són alguns dels crims de guerra que se sumaven a la greu fam que amenaça a milers de persones a la regió etíop de Tigre.
Segons diferents agències de les Nacions Unides ja hi havia 350.000 persones a Tigre que s'enfrontaven a una situació alimentària catastròfica, i fins a dos milions es preveia que caiguessin en una fam severa en molt poc temps si no es prenien mesures immediates, car un 91% de la població de la zona depenia de l'ajuda humanitària. L'enviat especial de la Unió Europea a Etiòpia, Pekka Haavisto, va denunciar que els líders etíops li havien reconegut la seva intenció d'aniquilar tota la població de Tigre, en el que molts consideren ja com un intent de neteja ètnica. També la Unió Africana va anunciar l'inici d’una comissió d'investigació per aclarir les denúncies contra la vulneració dels drets humans. Totes aquestes crítiques foren fortament rebatudes pel govern etíop, qui les va aprofitar per a denunciar la ingerència estrangera i de retruc enaltir el nacionalisme que tant rèdit electoral li havia donat.